# 이완 맥그리거의 인질
이완 맥그리거의 인질(A Life Less Ordinary)은 1997년에 개봉한 미국, 영국의 코미디 영화이다.

## 줄거리
천상의 세계에서, 천사들은 지구상의 인간들이 사랑에 빠지도록 돕는 임무를 맡고 있다. 하지만 최근 천사 커플 오렐리와 잭슨의 담당 사례들이 연이어 실패하자, '캡틴' 가브리엘은 특단의 조치를 내린다. 다음 커플이 사랑에 실패하면, 오렐리와 잭슨은 영원히 지구에 머물러야 한다는 것이다. 
오렐리와 잭슨의 다음 임무 대상은 부유한 사업가의 철없는 딸 셀린과 회사에서 로봇으로 대체되어 해고당한 청소부 로버트이다. 실연의 아픔까지 겪은 로버트는 셀린을 납치하기로 결심하고, 셀린은 아버지에게 복수할 생각에 납치에 동참한다. 그들은 외딴 오두막으로 도망치고, 돈을 요구하기로 한다.
천사들은 현상금 사냥꾼으로 위장해 셀린을 되찾고 로버트를 죽이려는 계획을 세우지만, 로버트와 셀린은 서로에게 끌린다. 술에 취해 하룻밤을 보낸 후, 로버트는 꿈에서 셀린이 자신을 화살로 쏘아 죽이는 악몽을 꾸었다는 사실을 이야기한다. 로버트의 두 번째 몸값 요구도 실패하는 듯 했으나, 셀린의 도움으로 돈을 얻어낸다.
하지만, 오렐리는 로버트를 잡으려 하고, 잭슨은 그를 죽이려 한다. 셀린은 잭슨을 기절시키고 로버트와 함께 도망치지만, 오렐리의 공격에 차가 절벽 아래로 떨어져 돈을 잃는다. 돈이 부족해지자 셀린은 은행을 털지만, 경비원의 총에 로버트가 다친다. 셀린은 로버트를 치료해 줄 옛 남자친구 치과 의사 엘리엇에게 데려가지만, 로버트는 질투심에 휩싸이다. 
결국, 천사들은 가짜 편지를 보내 셀린을 로버트에게 돌려보내려 하지만, 로버트가 편지를 쓰지 않았다는 사실이 밝혀지자 셀린은 분노한다. 로버트가 쫓아갔지만 이미 늦었고, 천사들은 자신들의 실패를 인정하고 셀린을 납치해 돈을 요구하려 한다. 로버트는 셀린을 찾아가지만, 결국 셀린의 아버지와 집사가 나타나 천사들을 죽이고, 로버트를 살해하려 한다. 
천상의 세계에서 가브리엘은 결국 개입하고, 셀린은 아버지와 집사에 맞선다. 결국, 로버트를 쏘려던 총알이 로버트의 심장을 스치지만 그는 무사한다. 천사들은 다시 살아나고, 가브리엘은 그들의 성공을 축하한다. 오렐리와 잭슨 역시 사랑에 빠진 듯 보인다. 로버트와 셀린은 돈을 되찾고 스코틀랜드 성에서 행복하게 살게 된다.

## 출연
- 이완 맥그리거 - 로버트 루이스
- 캐머런 디애즈 - 셀린 내빌

## KBS 성우진 (2001년 11월 17일)
- 구자형 - 로버트 루이스(이완 맥그리거)
- 이선 - 셀린느 내빌(카메론 디아즈)
- 성병숙 - 오렐리(홀리 헌터)
- 한상덕 - 잭슨(들로이 린도)
- 이완호 - 셀린느 아버지(이언 홈)
- 문옥현 - 셀린느 어머니(주디스 아이비)
- 남궁윤 - 가브리엘(댄 헤다야)
- 유해무 - 존슨(모리 체이킨)
- 노민 - 메이휴(이언 맥니스)
- 유명숙 - 릴리(K.K. 돕스)
- 손선근
- 임아영
- 정훈석